# Ciclul acidului citric

Ciclul acidului citric (click pentru mărire)

Ciclul acidului citric - cunoscut și sub numele de ciclul acizilor tricarboxilici (ciclul TCA), ciclul Krebbs, sau ciclul Szent-Györgyi-Krebs  - este un ciclu de reacții chimice, care este folosit de către toate organismele aerobe pentru a genera energie prin oxidarea acetatului provenit din carbohidrați, grăsimi și proteine în dioxid de carbon și electroni. În plus, ciclul furnizează precursori pentru biosinteză, incluzând aici anumiți aminoacizi, precum și agentul de reducere NADH, care este implicat în numeroase reacții biochimice. Importanța acestuia din urmă, pentru mai multe căi metabolice, sugerează că a fost unul dintre cele mai timpurii componente ale metabolismului celular și poate avea origine abiogenică.
Numele acestei căi metabolice este derivat de la acidul citric (un acid tricarboxilic) care este mai întâi consumat și apoi regenerat prin această secvență de reacții pentru a complete ciclul. În plus, în ciclu se consumă acetat (sub formă de acetil-CoA) și apă, se reduce NAD+ la NADH, și se produce dioxid de carbon. NADH-ul generat prin ciclul acizilor tricarboxilici este utilizat ulterior în procesele de fosforilare oxidativă. Rezultatul net al acestor două căi strâns legate este oxidarea de substanțe nutritive pentru a produce energie sub formă de ATP.
În celulele eucariote, ciclul acidului citric are loc în matricea mitocondriei. Bacteriile utilizează, de asemenea, ciclul TCA de generare a energiei dar, în lipsa mitocondriilor, secvența de reacție se efectuează în citosol.
Componentele și reacțiile ciclului acidului citric au fost stabilite în 1930 de către laureații Premiului Nobel Albert Szent-Györgyi și Hans Adolf Krebs.

## Evoluție
Componenții ciclului TCA derivă de la bacterii anaerobe și se presupune că însăși această cale metabolică ar fi putut evolua în mai multe rânduri.  
Teoretic există mai multe alternative ale ciclului TCA, dar acesta pare a fi cel mai eficient. Dacă multiplele alternative ar fi evoluat în mod independent, el ar fi convers fără îndoială la ciclul acidului citric.

## Descrierea ciclului
Ciclul acidului citric este un component cheie al metabolismului, prin care toate organismele aerobe produc energie. Prin catabolismul zaharurilor, a grăsimilor și a proteinelor se produce acetat sub formă de acetil-CoA. Acetil-CoA împreună cu doi echivalenți de apă (H2O) sunt consumați în ciclul acidului carboxilic cu producerea a doi echivalenți de dioxid de carbon (CO2) și a unui echivalent de HS-CoA. Pe lângă aceștia, un ciclu complet reduce trei echivalenți de NAD+ la NADH, un echivalent de ubichinonă (Q) la (QH2), și convertește un echivalent de GDP și fosfat anorganic (Pi) în GTP. NADH și QH2 obținuți în ciclul acidului citric este utilizat ulterior în procesele de fosforilare oxidativă pentru a produce ATP.
Una dintre sursele primare de acetil-CoA sunt carbohidrații, care sunt degradați în procesul de glicoliză pentru a produce piruvat. Acesta este decarboxilat cu ajutorul enzimei piruvat dehidrogenaza și generează acetil-CoA după următoarea schemă de reacție:
- CH3C(=O)C(=O)O– (piruvat) + HSCoA + NAD+ → CH3C(=O)SCoA (acetil-CoA) + NADH + H+ + CO2

Produsul de reacție, acetil-CoA, este punctul de plecare în ciclul acidului citric.  
- Ciclul acidului citric începe cu transferul grupării acetil de la acetil-CoA la compusul acceptor cu patru atomi de carbon (oxaloacetat) cu formarea compusului cu șase atomi de carbon (citrat).
- Citratul suferă ulterior o serie de transformări chimice, pierzând două grupări carboxil sub formă de CO2. Acest CO2 este originar din oxaloacetat, și nu din acetil-CoA. Atomii de carbon din acetil-CoA devin parte a scheletului de oxaloacetat după primul ciclu complet. Pierderea atomilor de carbon donați de acetil-CoA necesită mai multe cicluri complete. Cu toate acestea, datorită rolului ciclului TCA în anabolism, acești atomi de carbon pot să nu fie pierduți sub formă de CO2, deoarece mulți dintre intermediarii ciclului TCA sunt precursori pentru biosinteza altor molecule.[8]
- Majoritatea energiei eliberată în etapele oxidative ale ciclului este transferată sub forma compusului redus NADH. Pentru fiecare grupare acetil care intră în ciclu se produc trei molecule de NADH.
- Electronii sunt de asemenea transferați și la ubichinona Q, generând forma redusă QH2.
- La sfârșitul ciclului este generat oxaloacetatul și ciclul continuă.

## Etape
Doi atomi de carbon sunt oxidați la CO2, energia acestei reacții fiind transferată altor procese metabolice prin intermediul GTP (sau ATP), și sub formă de electroni în NADH și QH2. NADH generat în ciclul TCA poate ulterior dona electronii în procesele de fosforilare oxidativă pentru a sintetiza ATP; FADH2 se atașează covalent la succinat dehidrogenază, o enzimă care funcționează atât în ciclul TCA cât și în lanțul transportor de electroni din mitocondrie în fosforilarea oxidativă. De aceea, FADH2 facilitează transferul de electroni la coenzima Q, care este acceptorul final al reacției catalizate de complexul succinat:ubichinona oxidoreductaza, acționând ca intermediar în lanțul transportor de electroni.
Ciclul acidului citric acid este aprovizionat continuu cu carbon sub formă de acetil-CoA, care intră în etapa 1.
Doi atomi de carbon sunt oxidați la dioxid de carbon, energia oxidării este cuplată cu sinteza GTP sau ATP, a căror disociere va transfera ulterior energie altor procese metabolice care o necesită.
|    | Substrat                       | Produși                        | Enzima                       | Tip reacție                   | Comentariu |
| -- | ------------------------------ | ------------------------------ | ---------------------------- | ----------------------------- | --- |
| 1  | Oxalilcetat + Acetil CoA + H2O | Citrat + CoA-SH                | Citrat sintază               | Condensare aldolică           | stadiu limitant de viteză (ireversibil), extinde oxalilacetat 4C la o moleculă 6C                                     |
| 2  | Citrat                         | cis-Aconitat + H2O             | Aconitază                    | Deshidratare                  | isomerizare reversibilă                                                                                               |
| 3  | cis-Aconitat + H2O             | Izocitrat                      | Aconitază                    | Hidratare                     | isomerizare reversibilă                                                                                               |
| 4  | Izocitrat + NAD+               | Oxalilsuccinat + NADH + H +    | Izocitrat dehidrogenază      | Oxidare                       | generează NADH (echivalent a 2,5 ATP)                                                                                 |
| 5  | Oxalilsuccinat                 | α-cetoglutarat + CO2           | Izocitrat dehidrogenază      | Decarboxilare                 | stadiu ireversibil, generează o moleculă 5C                                                                           |
| 6  | α-Cetoglutarat + NAD+ + CoA-SH | Succinil-CoA + NADH + H+ + CO2 | α-cetoglutarat dehidrogenază | decarboxilare oxidativă       | stadiu ireversibil, generează NADH (echivalent a 2,5 ATP), regenerează lanțul 4C (CoA exclusă)                        |
| 7  | Succinil-CoA + GDP + Pi        | Succinat + CoA-SH + GTP        | Succinil-CoA sintetază       | fosforilare la nivel substrat | sau ADP→ATP in loc de GDP→GTP, generează 1 ATP sau echivalent                                                         |
| 8  | Succinat + ubichinonă (Q)      | Fumarat + ubichinol (QH2)      | Succinat dehidrogenază       | Oxidare                       | folosește FAD ca grupare prostetică (FAD→FADH2 in prima etapă a reacției) in enzimă, generează echivalentul a 1,5 ATP |
| 9  | Fumarat + H2O                  | L-Malat                        | Fumarază                     | Adiție de H2O (hidratare)     | |
| 10 | L-Malat + NAD+                 | Oxalilacetat + NADH + H+       | Malat dehidrogenază          | Oxidare                       | generează NADH (echivalent a 2,5 ATP)                                                                                 |

La animale (inclusive la om), mitocondria posedă două succinil-CoA sintetaze: una care produce GTP din GDP, și alta care produce ATP din ADP. Plantele au numai enzima care produce ATP. Unele dintre enzimele din ciclu pot fi slab-asociate într-un complex proteic multienzimatic din matricea mitocondrială.
GTP-ul format poate fi utilizat de nucleozid-difosfat kinază pentru a forma ATP (GTP + ADP → GDP + ATP).
Ritmul ciclului Krebs este reglat de necesarul de ATP solicitat consumului celular.